# Prunedale
Prunedale is een plaats (census-designated place) in de Amerikaanse staat Californië, en valt bestuurlijk gezien onder Monterey County.

## Demografie
Bij de volkstelling in 2000 werd het aantal inwoners vastgesteld op 16.432.

## Geografie
Volgens het United States Census Bureau beslaat de plaats een oppervlakte van
119,5 km², waarvan 119,4 km² land en 0,1 km² water. Prunedale ligt op ongeveer 43 m boven zeeniveau.

## Plaatsen in de nabije omgeving
De onderstaande figuur toont nabijgelegen plaatsen in een straal van 16 km rond Prunedale.